# ゲゲゲの鬼太郎 (1985年の映画)
『ゲゲゲの鬼太郎』（ゲゲゲのきたろう）は、1985年12月21日に東映まんがまつりの一編として公開された。配給は東映。上映時間は24分。カラー、ワイド。『ゲゲゲの鬼太郎』第3期テレビシリーズのアニメーション映画第1弾。

## 解説
テレビシリーズ第3作目を迎えたアニメ『ゲゲゲの鬼太郎』にとって初の新規制作劇場版。1967年に『週刊少年マガジン』に連載された「妖怪軍団」を原作に『宇宙戦艦ヤマト』シリーズの白土武監督、星山博之脚本によって映画化。
『週刊少年アクション』に連載された「鬼太郎の世界お化け旅行」から登場のチンポや子泣きじじいや砂かけばばあといったレギュラーメンバーをはじめ、ユニークなキャラクターたちが冒険活劇を繰り広げる。テレビと同じ24分の小作品であり、黒幕は南方妖怪から日本の悪徳妖怪の総大将ぬらりひょんに変更されている。
2007年8月3日発売の「ゲゲゲの鬼太郎 THE MOVIE」および2009年6月21日の「ゲゲゲの鬼太郎 THE MOVIES 1」に収録。
2018年4月1日からのテレビシリーズ6期の放送開始を記念し、『日本爆裂!!』を除く7作が毎週金曜日のYouTubeの東映アニメーション公式YouTubeチャンネルより配信されることになり、同年2月15日から同年5月14日まで本作が同チャンネルで配信された。

## ストーリー
いつものようにごみを漁っていたねずみ男は、チンポと名乗る南方妖怪に声をかけられる。
チンポはねずみ男に鬼太郎抹殺計画を持ちかける。鬼太郎さえこの世からいなくなれば、人間を騙し、人間から奪い、人間よりも贅沢な生活を楽しむ妖怪本来の生活が取り戻せるという。計画が成功すれば日本の妖怪王にしてやるという甘言に乗せられ、すっかりその気になったねずみ男は、ユメコを誘拐して人質に取り、鬼太郎とねこ娘を熱帯植物園におびき寄せる。
南方妖怪のやし落としとアカマタが鬼太郎たちを襲撃し、鬼太郎はやし落としのヤシの実爆弾とアカマタの粘液攻撃にやられる。囚われの身となった鬼太郎の前にねずみ男が姿を現し、味方になれば命を助けてやるとささやく。だが、妖怪と人間の共存を理想とする鬼太郎が、すべての人間を敵とみなす南方妖怪たちの仲間に加わるわけがなく、目玉おやじが機転を利かせて縄を解き反撃が始まる。砂かけ婆と子なき爺、一反木綿が加わり、やし落としとアカマタを撃退する。
ねずみ男はユメコの居場所を教えるふりをして逃げようとするも、鬼太郎から「もし、ユメコちゃんがいなくなったらお前はどうなるんだ」と言われ涙する。そして、みんなにチンポの本拠地まで案内させられる。いかだの準備をしていたその時、死んだはずのアカマタに体をのっとられ、やし落としも生きていて彼らによる反撃が始まる。鬼太郎はアカマタに妖気を残らず吸い取られて瀕死の体になり、ほかの仲間たちも、やし落としの植物攻撃に苦戦する。しかし目玉おやじがねずみ男の腹を破って鬼太郎の妖力を取り戻し、アカマタを撃退。やし落としも鬼太郎がオカリナを吹いて呼び寄せた釣瓶火の火炎攻撃で倒すことに成功する。ねずみ男の話からユメコはチンポの豪華客船にいると聞き、ねこ娘とともに筏に乗って向かう。
途中、恐ろしい蛟竜に襲われひとのみにされそうになるも、ぬりかべに助けられる。チンポの豪華客船ではボスのチンポと南方妖怪たちを操っていた真の黒幕・ぬらりひょんがユメコを人質に待っていた。鬼太郎たちと南方妖怪軍による決戦の果てに、蛟龍に乗った鬼太郎が船を沈め、ぬらりひょんやチンポはそれぞれ自分の国へ逃げ出す。一方、ユメコを救出した鬼太郎たちは帰るが、置き去りのねずみ男はサメに追いかけられるのだった。

## 登場人物

### 主要人物
鬼太郎
誘拐されたユメコを助けるためにねずみ男におびき出される。
目玉
鬼太郎の奪われた妖気を取り戻すためにねずみ男の体内に入り、そのままアカマタを倒す。
ねずみ男
南方妖怪たちと手を組む。
児泣きじじい
鬼太郎を助けるために、砂かけ婆や一反木綿と共に駆けつけた。やし落としの頭の木を自らの体重でへし折った。
砂かけばばあ
鬼太郎を助けるために、子泣き爺や一反木綿と共に駆けつけた。砂をかけて、やし落としの視界を遮った。その後、ひん死状態のねずみ男を助けた。
一反もめん
鬼太郎を助けるために、子泣き爺や砂かけ婆と共に駆けつけた。空から鬼太郎をサポートし、蛟龍の目を塞いだ。
ぬりかべ
蛟龍に襲われた鬼太郎達を体当たりで助けた。
ネコ娘
植物園へねずみ男がユメコを連れ込むのを目撃し、鬼太郎に知らせた。
天童ユメコ
ぬらりひょんに人質にされる。

### ゲスト
チンポ
南方妖怪のリーダー。鬼太郎達に敗れボートに乗って自分の国に帰ろうとするも、ぬらりひょんとハンドル争いをし、そのまま岩にぶつかり、最後は三連チンポ噴射で逃げ出した。
ぬらりひょん
黒幕。チンポと共に逃げる途中でボートのハンドルを争いをしたときに、岩にぶつかってボートが爆発しそのままどこかへ飛ばされた。
やし落とし
チンポの部下で、頭がヤシの木になっている妖怪。頭のヤシの木を振り回すことで突風を起こし、ヤシの実を落とす攻撃が得意。砂かけ婆に砂をかけられ、子泣き爺に頭の木を折られ逃げ去った。その後、植物園の植物を操り鬼太郎達を襲うも、つるべ火によって焼死する。
アカマタ
チンポの部下。口から吐く粘液攻撃が得意な妖怪。鬼太郎の髪の毛針で左目を失明し、チャンチャンコで粘液攻撃を弾かれ自分が固められ、投げ捨てられてしまった。後に復活し、ねずみ男の体を乗っ取り、鬼太郎達の妖気を吸い取ろうとするも、ねずみ男の体内に潜り込んだ目玉おやじによって腹を突き破られ、そのまま敗れた。名前はアカマタだが、体色は黒い。
朱の盤
ユメコを人質に取り、包丁を向けるもユメコに手を噛まれ逃げられた。最後は蛟龍が船にぶつかったことでそのまま沈んだ。
約1年後のテレビ版第58話ではユメコと初対面の描写で、その後は彼女に惚れて甘い態度になっており、この映画とは設定が少し異なっている。
キジムナー
チンポの部下で、2匹いる。小柄で毛むくじゃらな妖怪。2匹でねずみ男とユメコを追いかけるも、1匹はもう1匹に間違って殴られ、もう1匹はねずみ男に階段から海に落とされ敗北。
蛟龍
ぬらりひょんの部下。豪華客船へ向かう鬼太郎達を襲うも、ぬりかべに阻止された。その後、一反木綿に目を塞がれ、鬼太郎のオカリナで脳天を刺されそのまま豪華客船にぶつかり、船もろとも沈んだ。
つるべ火
鬼太郎の仲間。鬼太郎のオカリナで呼ばれ、やし落としを炎上させた。

## スタッフ
- 製作総指揮：今田智憲
- プロデューサー：横山賢二
- 原作：水木しげる
- 脚本：星山博之
- 音楽：川崎真弘
- 撮影監督：菅谷信行
- 編集：花井正明
- 録音：蔵本貞司
- 美術監督：伊藤岩光
- 作画監督：山口泰弘
- 製作担当：松下健吉
- 監督：白土武
- 原画：直井正博、坂井俊一、藤岡雅宣、吉岡利喜、富沢雄三、河野宏之、芹田明雄、森田奈苗
- 検査：坂本陽子
- 特殊効果：山本公、中島正之
- 音響効果：今野康之
- 選曲：田中英行
- ネガ編集：喜多伴子
- 仕上進行：植木知子
- 美術進行：田村晴夫
- 助監督：堀川和政
- 製作進行：岡田将介
- 記録：竹澤裕美子
- 録音スタジオ：タバック
- 製作：東映動画

## キャスト
- 鬼太郎：戸田恵子
- 目玉：田の中勇
- ねずみ男：富山敬
- 児泣きじじい：永井一郎
- 砂かけばばあ：江森浩子
- 一反もめん：八奈見乗児
- ぬりかべ：屋良有作
- ネコ娘：三田ゆう子
- 天童ユメコ：色川京子
- チンポ：滝口順平
- ぬらりひょん：青野武
- やし落とし：山下啓介
- アカマタ：宮内幸平
- 朱の盤：小林通孝
- キジムナー：松井摩味

## 主題歌
オープニングテーマ
- ゲゲゲの鬼太郎
  - 作詞：水木しげる 作曲：いずみたく 編曲：野村豊 歌：吉幾三

エンディングテーマ
- おばけがイクゾー
  - 作詞・作曲：吉幾三 編曲：野村豊 歌：吉幾三

## 同時上映
- キン肉マン 晴れ姿!正義超人
- キャプテン翼 危うし!全日Jr.